# Governo Nazionale Ucraino (1941)
Il Governo Nazionale Ucraino (Українське Державне Правління (УДП), Ukrainske Derzhavne Pravlinnia (UDP), Consiglio di Stato Ucraino) fu uno stato autoproclamato nel 1941 dai nazionalisti ucraini (nei territori occupati dalla Germania nazista. Il Governo fu proclamato il 30 giugno 1941 tramite l'Atto di restaurazione dello Stato ucraino. Era guidato dalla fazione dell'Organizzazione dei Nazionalisti Ucraini (OUN) che faceva capo a Stepan Bandera (OUN-B).

## Storia
Stepan Bandera, leader di una delle fazioni dell'Organizzazione dei Nazionalisti Ucraini (OUN-B) evase dalle carceri polacche, in cui era rinchiuso, in seguito all'inizio dell'invasione della Polonia nel 1939. Nei mesi successivi, Bandera strinse un'alleanza funzionale con i nazisti in vista dell'invasione tedesca dell'Unione Sovietica; la Germania nazista, agli occhi di Bandera, era all'epoca l'unica nazione desiderosa di rivedere i confini dell'Europa, così come erano usciti dal Trattato di Versailles.
Quando ebbe inizio l'Operazione Barbarossa, l'OUN-B combatté al fianco delle truppe tedesche in due battaglioni di volontari (il Battaglione Nachtigall ed il Battaglione Roland), occupando la città di Leopoli, che era stata annessa all'Unione Sovietica in seguito all'invasione sovietica della Polonia, in ottemperanza al Patto Molotov-Ribbentrop.
Il 30 giugno 1941 l'Organizzazione dei Nazionalisti Ucraini proclamò l'Atto di restaurazione dello Stato ucraino ed istituì il Governo Nazionale Ucraino, guidato da Jaroslav Stec'ko e composto da esponenti dell'OUN, del Partito Radicale Ucraino, dell'Alleanza Nazionale Democratica Ucraina (UNDO) e della defunta Repubblica Popolare Ucraina.
I nazisti non erano però intenzionati ad autorizzare la nascita di un governo indipendente ucraino: essi, violando gli accordi precedentemente presi, sciolsero il Governo Nazionale Ucraino. Bandera, Stec'ko e gli altri esponenti del Governo e dell'OUN-B vennero arrestati e internati nel campo di concentramento di Sachsenhausen.
Gli esponenti dell'OUN-B che erano riusciti a salvarsi dall'arresto crearono nel 1942 l'Esercito Insurrezionale Ucraino (UPA), un movimento partigiano nazionalista che avviò un'insurrezione sia contro le forze di occupazione naziste che contro l'Armata Rossa ed i partigiani sovietici, scontrandosi inoltre spesso con i partigiani polacchi della Armia Krajowa.